# Чапаевск (городской округ)
Чапаевск — административно-территориальная единица (город областного значения), в рамках которой создано муниципальное образование городской округ Чапаевск в Самарской области Российской Федерации.
Административный центр округа — город Чапаевск.

## География
Расположен в центральной части Самарской области, к юго-западу от городских округов Новокуйбышевск и Самара.

## Население
| 2002    | 2008    | 2010    | 2011    | 2012    | 2013    | 2014    | 2015    | 2016    |
| ------- | ------- | ------- | ------- | ------- | ------- | ------- | ------- | ------- |
| 73 912  | ↘73 572 | ↘72 705 | ↘72 603 | ↘72 434 | ↘72 377 | ↗72 410 | ↗72 818 | ↗72 933 |
| 2017    | 2018    | 2019    | 2020    | 2021    |         |         |         |         |
| ↗72 945 | ↘72 778 | ↘72 225 | ↘71 720 | ↘70 236 |         |         |         |         |

## Состав
Город областного значения и городской округ включает населённые пункты:
| № | Населённый пункт | Тип населённого пункта        | Население |
| - | ---------------- | ----------------------------- | --------- |
| 1 | Рыбачий          | посёлок                       | ↗8        |
| 2 | Чапаевск         | город, административный центр | ↘70 228   |